# 塚田正煕
塚田 正熙（つかだ まさひろ、1935年3月30日 - 2000年12月7日）は、日本のテレビドラマ監督・脚本家。別名義：塚田修、峰沢脩。静岡県三島市出身。

## 略歴
1935年、静岡県三島市の小児科医の四男として誕生した。親族にも医師の多い名士の一族であったとされる。
1959年に東映へ入社し、東映京都撮影所製作部技術課撮影係に配属され、時代劇で撮影助手を務めた。
1964年、東映の年功序列の昇進システムへの反発や東映ニューフェイスの女優と結婚したことなどから東映を退社し、東映京都でテレビドラマの契約助監督に転身した。1965年には東映東京撮影所の契約助監督となり、テレビドラマ『江戸川乱歩シリーズ 明智小五郎』などに参加した。
1971年に東映生田スタジオ所長内田有作の誘いにより『仮面ライダー』へ助監督として参加。同作品で脚本執筆やCM演出を経た後、第46話「対決!! 雪山怪人ベアーコンガー」にて監督としてデビューした。以後、『仮面ライダーストロンガー』（1975年）まで仮面ライダーシリーズや東映生田スタジオ作品に携わった。
1975年に東星電影有限公司と契約し、香港・台湾の合作映画を手掛けた。日本へ帰国後は、バラエティ番組のディレクターなどを務めた。
1992年に映像・イベント企画会社クリエイティブEを設立。1993年には長男とともに日中交易を手掛けるJCトレーディングを設立した。
1998年に大腸癌の摘出手術を受けるが転移し、2000年12月7日に埼玉県和光市内の病院で死去した。

## 人物・エピソード
- 人物像について、塚田の長男は「独りが好きで、いつも個人の世界に入り込んでいた」と述べている[1]。生田スタジオ時代の関係者は「穏やか[注釈 2]」「物静か[注釈 3]」「温厚な紳士[注釈 4]」などと評している。
- ギターの弾き語りを特技とし、『イナズマンF』第18話や第22話の劇中曲を手掛けた[6]。
- ゲストヒロインが印象的な回を担当することが多く、ライターの赤星政尚は「ゲスト女優に対する子供番組の範疇を超えた執着」と評している[7]。

### 『仮面ライダー』関連
- 『仮面ライダー』では、助監督の中で最初に監督に昇格した[1]。東映生田スタジオ所長の内田有作は、実直な仕事ぶりを評価したことを昇格の理由に挙げており、「最も『仮面ライダー』を理解していた男」とも評している[1]。ライターの高橋和光は、塚田がデビューした第46話の制作状況から急遽の起用だったのではないかと推測している[8]。
- 『仮面ライダー』で監督に昇格した際に喜んで妻に報告したが、当時は妻の方が収入が高く、監督としての報酬額を聞いて相手にしなかった[1]。塚田の長男は、このことが夫婦間に溝を生み、離婚へ至ったと証言している[1]。
- 『仮面ライダー』で塚田が監督した第79話・第97話・第98話（最終話）は静岡県の浜松でロケが行われた[9]。塚田は第79話ロケの際に地元の顔役と懇意になり、第97話・第98話での浜名湖ロケは塚田のたっての希望により実現したものである[9]。
- 『仮面ライダーV3』で主演を務めた宮内洋は、塚田が宮内のこだわりを最も理解してくれた監督であると評している[1]。塚田自身も生前のインタビューにて、『V3』第22話で宮内が炎の海から飛び出すワンカットの撮影に1日費やしたことを特に印象に残っていることとして挙げている[3]。
- 第1作『仮面ライダー』から第5作『仮面ライダーストロンガー』まで第3作『仮面ライダーX』を除いて監督をした。
- 東映生田スタジオを離れた理由について、塚田は親しい人間に「子供向けではないフィルムを創りたい」という趣旨の言葉を告げており、生田時代の関係者とは最期まで音信を断っていた[1]。しかし、晩年は『仮面ライダー』が自身にとって大切な作品であったと考えるようになり、仮面ライダーに憧れてテレビ業界に飛び込む青年を主人公とした『仮面ライダー同窓会』という草稿を遺している[1]。

### 『イナズマン』関連
- 『イナズマンF』では事実上のシリーズ監督を務め、担当回はいずれも作品を代表する名編と評されている[10]。特に第12話「幻影都市デスパー・シティ」は試写時にスタッフが揃って泣いたという逸話がある[4]。
- プロデューサーの加藤貢は塚田とはツーカーの仲であったといい、脚本の上原正三や長石多可男がやりたいことを塚田の担当回に振り分けたと述べている[6]。
- 脚本を担当した上原正三は、塚田をダイナミズムと繊細さの両面を表現できる監督であると評し、『イナズマンF』は塚田の持ち味が存分に活かされた作品であると述べている[5]。
- ライターの赤星政尚は、ATG指向の暴走と評している[7]。

## 参加作品

### 監督
- 仮面ライダーシリーズ
  - 仮面ライダー（1971年）
  - 仮面ライダーV3（1973年）
  - 仮面ライダーアマゾン（1974年）
  - 仮面ライダーストロンガー（1975年）
  - 閃電騎士三部作[注釈 5]
    - 閃電騎士 大戦地獄軍団(1976年)
    - 閃電騎士V3(1975年)
    - 閃電五騎士(1976年)
- イナズマン（1973年）
- イナズマンF（1974年）

### 脚本
- 仮面ライダー 第22話「怪魚人アマゾニア」
- 仮面ライダーV3 第22話「恐怖のキャンプ 地底運河のなぞ![注釈 6]
- イナズマンF 
  - 第11話「美しいサイボーグ！暁に分身す!!」[注釈 7]
  - 第22話「邪魔者は殺（け）せ ガイゼルの至上命令」